# (32690) 4075 T-1
4075 T-1 (asteroide 32690) é um asteroide da cintura principal. Possui uma excentricidade de 0.08682040 e uma inclinação de 6.23268º.
Este asteroide foi descoberto no dia 26 de março de 1971 por Cornelis Johannes van Houten e Ingrid van Houten-Groeneveld e Tom Gehrels em Palomar.